# 腸腸搞轟趴：美食烏托邦
《腸腸搞轟趴：美食烏托邦》（英語：Sausage Party: Foodtopia）是一部美國成人動畫劇集，改編自2016年動畫電影《腸腸搞轟趴》，由凱爾·韓特和艾雷爾·沙福共同開發，塞斯·羅根、克莉絲汀·薇格、麥可·塞拉、大衛·克倫荷茲和艾德華·諾頓回歸聲演；威爾·佛提、娜塔莎·羅斯威爾、山姆·理查森和亞瑟·萊斯特為新角色配音。
《腸腸搞轟趴：美食烏托邦》2024年7月11日上線Amazon Prime Video，共8集。第二季於2025年8月13日上線。

## 配音員與角色
- 塞斯·羅根聲演法蘭克（Frank）：揭露「偉大彼岸」真相的香腸。
- 克莉絲汀·薇格聲演布蘭達（Brenda）：熱狗麵包，法蘭克的女友。
- 麥可·塞拉聲演貝瑞（Barry）：侏儒症香腸，法蘭克的朋友。
- 大衛·克倫荷茲聲演卡里姆·阿布都·拉瓦許（Kareem Abdul Lavash）：中東亞美尼亞式麵包，起初與薩米不合，後與薩米變成男同志。
- 艾德華·諾頓聲演小薩米·貝果（Sammy Bagel, Jr.）：猶太貝果，起初與卡里姆不合，後與卡里姆變成男同志。

威爾·佛提、娜塔莎·羅斯威爾、山姆·理查森和亞瑟·萊斯特聲演未公布的角色。

## 製作
2022年10月，宣布亞馬遜向灰點映像、安納布爾納電視和索尼影業電視訂購了一部改編自2016年電影《腸腸搞轟趴》的續作劇集，凱爾·韓特（Kyle Hunter）和艾雷爾·沙福（Ariel Shaffir）回歸開發劇集，並與塞斯·羅根和伊凡·戈博共同擔任執行製片人。羅根、克莉絲汀·薇格、麥可·塞拉、大衛·克倫荷茲和艾德華·諾頓回歸聲演各自的角色；威爾·佛提、娜塔莎·羅斯威爾、山姆·理查森和亞瑟·萊斯特為新角色配音。

## 發行
《腸腸搞轟趴：美食烏托邦》於2024年7月11日上線Amazon Prime Video，共8集。

## 外部連結
- 互联网电影数据库（IMDb）上《腸腸搞轟趴：美食烏托邦》的资料（英文）